# أدب 1836
يقدم هذا المقال قائمة من الأحداث الأدبية والمنشورات في عام 1836.

## أحداث
- 31 مارس - أول جزء شهري من مذكرات بيكويك مع نص من تشارلز ديكنز نشر في لندن. في 20 أبريل، المصور الأصلي، روبرت سيمور، أطلق النار على نفسه، وأصبح لديكنز حرية أكبر في تطوير القصة بطريقته.
- 2 أبريل - تزوج ديكنز بكاثرين هوغارث في لندن.[1]
- 19 أبريل - مثلت مسرحية نيقولاي غوغول الهجائية المفتش العام (Ревизор) في مسرح أليكسندرا لأول مرة في سانت بطرسبرغ قبل الإمبراطور نيكولاي الأول، ونشرت لأول مرة في المدينة.
- سبتمبر - تأسست سجلات جزيرة فليندرز  [لغات أخرى]‏ في أستراليا، أول جريدة أنتجها سكان أستراليا الأصليون.
- 6 نوفمبر - أجهد الشاعر الرومانسي التشيكي كاريل هينك  [لغات أخرى]‏ نفسه عندما كان يساعد على إطفاء حريق، وتوفي بمدة قصيرة عن عيد ميلاده السادس والعشرين بذات الرئة في ليتوميريتسه.
- ديسمبر - إلتقى تشارلز ديكنز لأول مرة بصديقه طول حياته، البيوغرافي والناقد جون فورستر في لندن.
- بدأت سوفرمنيك (Современник, literally The Contemporary) الربع السنوية، الاجتماعية والسياسية، بتعديل ألكسندر بوشكين، بالصدور في سانت بطرسبرغ. نشرت أشعار فيودور إيفانوفيتش تيوتشيف، وتضمن العدد الرابع رواية بوشكين التاريخية أخت الكابتن(Капитанская дочка, Kapitanskaya dochka).
- تمت طباعة أول مطبوع باللهجة الآرامية الآشورية الحديثة من طرف جاستن بركينز، مبشر مشيخي من إيران.
- نشرت رسالة الكاتب الألماني كارل جورج بوشنر حول السمك البني في باريس و ستراسبورغ. في أكتوبر، بعد تلقي دكتوراه، تم تعيينه في جامعة زيورخ كمحاضر في علم التشريح.

## كتب جديدة
- هانس كريستيان أندرسن - أو.تي.
- إفصاحات فظيعة لماريا مونك، الأسرار المخفية لحياة راهبة في دير معرض للخطر (يناير)
- أونوريه دي بلزاك -
- زنبق الوادي
- فاسينو كين
- ألفرد دي موسيه - اعتراف طفل من القرن
- تشارلز ديكنز - مذكرات بيكويك
- وليام ناجنت غلاسكوك  [لغات أخرى]‏ - قصص قطران، مع نوادر مميزة
- توماس شاندلر هاليبورتون - الساعاتي
- واشنطن إيرفينج - آستوريا
- فريديريك ماريات
- جافت، في البحث عن أب
- السيد الضبط البحري السهل  [لغات أخرى]‏
- القرصان
- القواطع الثلاثة
- ألكسندر بوشكين - أخت الكابتن
- تشافير بونيفيس ساينتين  [لغات أخرى]‏ - بيسيولا
- ناثانيل بيفرلي تاكر
- جورج بالكومب
- القائد الحزبي  [لغات أخرى]‏

## دراما جديدة
- كارل جورج بوشنر - ليونس ولينا
- هنريك هيرتز - مصرف الإدخار

## قصص قصيرة جديدة
- تيوفيل غوتيه - «الميتة لعاشقة»
- نيقولاي غوغول
  - «النقل»
  - «الأنف» (Нос)

## شعر
- روبرت براونينغ - «عاشق بورفيريا  [لغات أخرى]‏»
- جيرولامو دي رادا  [لغات أخرى]‏ - Këngët e Milosaos
- أوليفر وندل هولمز - قصائد
- أندرياس مانش  [لغات أخرى]‏ - سريع الزوال

## واقعي
- كرسي الاعتراف المكشوف
- رالف والدو إمرسون - طبيعة
- زليام ناجنت غلاسكوك - خدمة بحرية، أو كتيب ضابط
- واشنطن إيرفينج - آستوريا
- سورين كيركغور - في جدل فادريلانديت
- جورج وليام ماكآرثر رينولدز - نعمة دارلين
- أرتور شوبنهاور - بإرادة الطبيعة
- كاثرين بار ترايل - الغابات الخلفية لكندا

## ولادات
- 27 يناير - ليوبولد فون زاخر مازوخ، كاتب أسترالي (توفي عام 1895)
- 17 فبراير - جوستابو أدولفو بيكر، شاعر وكاتب قصص قصيرة إسباني أندلسي (توفي عام 1870)
- 4 مارس - ماتيلدا بيثام-إدواردز  [لغات أخرى]‏، روائية إنجليزية، شاعرة وكاتبة رحالة (توفيت عام 1919)
- 25 أغسطس - بريت هارت، كاتب أمريكي (توفي عام 1902)
- 11 سبتمبر - فيتز هاغ لودلو، مؤلف أمريكي (توفي عام 1870)
- 11 نوفمبر - توماس بايلي ألدريش، شاعر وروائي أمريكي (توفي عام 1870)
- 18 نوفمبر - ويليام إشونك جلبرت، فكاهي، كاتب مسرحي وكاتب كلمات أوبرا إنجليزي (توفي عام 1911)

## وفيات
- 5 فبراير - دوروثي كيلنر، كاتب أطفال إنجليزي (ولد عام 1755)
- 5 مارس - وليام تايلور، رجل أدب إنجليزي (ولد عام 1765)
- 9 مارس - أنطوان ديستو دو تراسي، فيلسوف فرنسي (1754)
- 7 أبريل - ويليام غودوين، كاتب إنجليزي سياسي وروائي (ولد عام 1756)
- 5 سبتمبر -
- فردناند رايموند، كاتب مسرحي نمساوي (ولد عام 1790)
- 6 سبتمبر - لويسا غورني هوار  [لغات أخرى]‏، كاتبة يوميات وكاتبة في التعليم (ولدت عام 1784)
- 12 سبتمبر - كريستيان ديتريش جرابه، كاتب مسرحي ألماني (ولد عام 1801)
- 6 نوفمبر - كاريل هينك ماشا، شاعر تشيكي (ولد علم 1810)
- 1 ديسمبر - جوزيف إغناك باجزا، هاجي سلوفاكي (ولد عام 1755)
- ناثان دريك، كاتب مقالات وفيزيائي إنجليزي (ولد عام 1766)
- دون فينسنت، راهب إسباني سابق، مهووس كتب، سارق كتب وقاتل، تم إعدامه.